# Josephine Bell
Pour les articles homonymes, voir Bell.
Josephine Bell, nom de plume de Doris Bell Ball, née le 8 décembre 1897 à Manchester, en Angleterre, et morte le 14 avril 1987, est une femme de lettres et une physicienne britannique, auteure de roman policier.

## Biographie
Elle fait des études au Newnham College de l'université de Cambridge de 1916 à 1919, avant de s'inscrire à l'University College Hospital de Londres de 1920 à 1924. Avec son mari, elle exerce la médecine à Londres de 1927 à 1935, puis à Guildford de 1936 à 1954. 
En 1937, elle publie ses deux premiers romans Death on the Borough Council et Au domaine interdit (Murder in Hospital) dans lesquels elle utilise son expérience de médecin en créant le personnage du docteur David Wintringham.
En 1953, elle contribue à fonder la Crime Writers' Association, dont elle est présidente de 1959 à 1960.

## Œuvre

### Romans

#### SérieDavid Wintringham
- Death on the Borough Council, 1937
- Murder in Hospital, 1937 Publié en français sous le titre Au domaine interdit, traduit par Perrine Vernay, Paris, Nouvelle Revue Critique, coll. L'Empreinte no 141, 1938
- Fall Over Cliff, 1938
- Death at Half-Term, 1939
- From Natural Causes, 1939
- All Is Vanity, 1940
- Death at the Medical Board, 1944
- Death in Clairvoyance, 1949
- The Summer School Mystery, 1950
- Bones in the Barrow, 1953
- The China Roundabout, 1956
- The Seeing Eye, 1958

#### Autres romans
- The Port of London Murders, 1938
- Trouble at Wrekin Farm, 1942
- The Backing Winds, 1951
- To Let, Furnished, 1952
- Fires at Fairlawn, 1954
- Death in Retirement, 1956
- Double Doom, 1957
- Easy Prey, 1959
- The House Above the River, 1959
- A Well-Known Face, 1960
- New People at the Hollies, 1961 Publié en français sous le titre La Nuit du 28 octobre, traduit par François Jérôme, Paris, Éditions Mondiales, coll. Intimité no 295, 1971
- Adventure with Crime, 1962
- A Flat Tyre in Fulham, 1963 Publié en français sous le titre Le Hold-up du siècle, traduit par Marie-Claude Morel, Paris, Éditions Mondiales, coll. Intimité no 328, 1973
- The Hunter and the Trapped, 1963
- The Alien, 1964 Publié en français sous le titre Le Cinquième Convive, Paris, Éditions Mondiales, coll. Intimité no 315, 1971
- The Upfold Witch, 1964 Publié en français sous le titre La Sorcière du cottage aux mûriers, traduit par Fabienne Janson, Paris, Éditions Mondiales, Intimité no 282, 1970
- No Escape, 1965 Publié en français sous le titre Voie sans issue, traduit par Pierre Nicolas, Paris, Éditions Mondiales, coll. Nous Deux no 344, 1975
- The Catalyst, 1966
- Death on the Reserve, 1966
- Death of a Con Man, 1968
- The Fennister Affair, 1969
- The Wilberforce Legacy, 1969
- A Hydra with Six Heads, 1970
- A Hole in the Ground, 1971
- Death of a Poison-Tongue, 1972
- A Pigeon Among the Cats, 1974
- Victim, 1975
- The Trouble in Hunter Ward, 1976
- Such a Nice Client, 1977
- A Swan-Song Betrayed, 1978
- Wolf! Wolf!, 1979
- A Question of Inheritance, 1980
- The Innocent, 1983

### Nouvelles

#### SérieDavid Wintringham
- The Case of the Faulty Drier (1949), aussi titré Wash, Set—and Murder
- The Thimble River Murder (1950)
- A Question of Fouling (1957)
- Death in a Crystal (1960)
- Experiment—If You Want to Find the Exact Truth (1963), aussi titré Experiment Publié en français sous le titre De la nécessité de l'expérience, Paris, Fayard, Le Saint détective magazine no 138, août 1966

#### Autres nouvelles
- A Little Girl from de Country (1916)
- Letters to Write (1917)
- The Rocket (1917)
- Easy Money (1954)
- You Need the Luck for the Job (1958)
- The Sea Decides (1958)
- The Carol Singers (1963) Publié en français sous le titre Les Petits Chanteurs de Noël, dans Du sang sous le sapin, Paris, Éditions du Masque, 2001  (ISBN 2-7024-8018-7)
- The Commuters (1965)
- Miss Chandler's Mistake (1990), publication posthume
- The Silver Snuffbox (1992), publication posthume

## Sources
- Claude Mesplède (dir.), Dictionnaire des littératures policières, vol. 1 : A - I, Nantes, Joseph K, coll. « Temps noir », 2007, 1054 p. (ISBN 978-2-910-68644-4, OCLC 315873251)